# Воронежская областная универсальная научная библиотека имени И. С. Никитина
Воронежская областная универсальная научная библиотека им. Никитина — главная универсальная библиотека Воронежской области, расположена в городе Воронеже.

## История
Библиотека была открыта 2 (14) февраля 1864 года на пожертвования жителей Воронежа. Фонд библиотеки составлял около 7,5 тыс. томов, не считая рукописные, изобразительные и другие материалы.
В конце XIX-начале XX века у библиотеки было четыре филиала (три в Воронеже и один в Боброве). Отделение библиотеки было в Нижнедевицке.
После Октябрьской революции библиотека получила статус государственного учреждения. В 1919 году была названа в честь Я. М. Свердлова. В 1932 году стала областной. В 1939 году её фонд — 600 тыс. экземпляров, которые были почти полностью утрачены во время Великой Отечественной войны.
15 октября 1963 года библиотека была названа в честь Ивана Саввича Никитина. С 1965 года библиотеке был присвоен статус научной. В 1975 году ВОУНБ им. И. С. Никитина стала депозитарием Центрально-Чернозёмной зоны Российской Федерации. В 2001 году библиотека вошла в Российскую библиотечную ассоциацию.

## Структура ВОУНБ им. И. С. Никитина
- Отдел формирования фондов
- Отдел каталогизации фондов:
- Отдел хранения основного фонда:
  - отдел межбиблиотечного абонемента и обменных фондов;
  - переплетная мастерская
- Отдел читальных залов:
  - читальный зал социально- экономической литературы;
  - читальный зал периодических изданий;
  - читальный зал по литературе и искусству, истории.
- Отдел редких и ценных книг
- Отдел естественно-научной и технической литературы:
  - читальный зал естественно-научной и технической литературы
  - сектор спецвидов технической документации
- Информационно-библиографический отдел:
  - публичный центр правовой информации
- Информационно-сервисный центр
- Отдел музыкально-нотной литературы
  - сектор кинофотофонодокументов
- Отдел литературы на иностранных языках
- Абонемент
- Молодёжный информационно-культурный центр «Навигатор»
- Отдел краеведения
- Научно-методический отдел
- Отдел автоматизации
- Сектор регистрации читателей и контроля
- Видеозал
- Отдел развития библиотеки

## Здание
Современное здание библиотеки было построено в 1950-х годах как часть послевоенного ансамбля площади Ленина. Оно было запроектировано на месте разрушенного здания обкома и облисполкома. По проекту Л. В. Руднева и И. З. Чернявского (1952), здание библиотеки и расположенное напротив здание театра оперы и балеты должны были зрительно уравновесить друг друга. Именно поэтому оба здания поставлены точно против друг друга и имеют почти одинаковую высоту. Предполагался колонный портик в плоскости главного фасада, украшенного также скульптурами и фризами. Строительство началось в 1953 году.
После начала борьбы с «архитектурными излишествами» проект был переработан Н. Я. Неведровым и стал значительно скромнее. Тем не менее, чтобы здание не выпадало из ансамбля площади, архитектор оставил колонны на главном фасаде, несмотря на новую архитектурную политику. Фасад украшен лепными изображениями корифеев отечественной изящной словесности.